# Ampula
Ampula je oblik farmaceutskog doziranja. Izgleda kao zataljena cjevčica ili posudica od neutralna stakla koja sadržava po jednu terapijsku dozu sterilnoga lijeka za parenteralnu primjenu.